# اسلام شحرور
اسلام شحرور (انگلیسی: Islam Chahrour؛ زادهٔ ۲۰ مارس ۱۹۹۰) بازیکن فوتبال اهل الجزایر است.
از باشگاه‌هایی که در آن بازی کرده‌است می‌توان به باشگاه فوتبال قسنطینه اشاره کرد.
وی همچنین در تیم ملی فوتبال الجزایر بازی کرده‌است.